# Восточный синодик

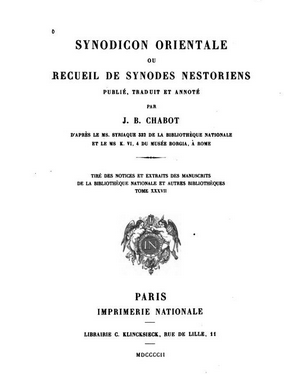
Обложка издания Synodicon orientale ou recueil de synodes nestoriens

Восточный синодик — сборник канонических документов Церкви Востока, содержащий постановления соборов проведённых в течение V—VIII веков. Издание сирийского текста и его французского перевода было осуществлено французским исследователем Жан-Батистом Шабо в 1902 году.

## Соборы, описываемые Синодиком
Восточный синодик является главным источником по истории христианской церкви в Сасанидской империи. Составление сборника исследователи относят к VIII веку, однако сохранившиеся рукописи датируются значительно позже.
| №  | Собор                 | Годы |
| -- | --------------------- | ---- |
| 1  | Собор Мар Исаака      | 410  |
| 2  | Собор Мар Ябалахи I   | 420  |
| 3  | Собор Мар Дадишо      | 424  |
| 4  | Собор Бар-Саумы       | 484  |
| 5  | Собор Мар Акакия      | 486  |
| 6  | Собор Мар Бавая       | 497  |
| 7  | Собор Мар Абы I       | 544  |
| 8  | Собор Мар Иосифа      | 554  |
| 9  | Собор Мар Иезекииля   | 576  |
| 10 | Собор Мар Ишояба I    | 585  |
| 11 | Собор Мар Савришо I   | 596  |
| 12 | Собор Мар Григория I  | 605  |
| 13 | Собор Мар Гиваргиса I | 676  |
| 14 | Собор Мар Хнанишо II  | 775  |
| 15 | Собор Мар Тимофея I   | 790  |

## Богословское содержание Соборов
На соборе проведённом в 486 году при католикосе Акакии было сформулировано следующее христологическое исповедание Церкви Востока:
Что касается воплощения Христова, наша вера должна состоять в исповедании двух естеств: Божества и человечества. Но Божество, пребывающее с Его свойствами, и человечество — с его, мы объединяем в одном прославлении. И единое поклонение подобает различию естеств, по причине совершенной их связи и нераздельности Божества и человечества. А кто думает или учит других, что страдание или изменение приражается Божеству нашего Господа, или не соблюдает относительно единства лица нашего Спасителя исповедания Бога совершенного и человека совершенного, да будет анафема.
В январе 554 года под председательством патриарха Иосифа состоялся поместный собор Церкви Востока в Селевкии-на-Тигре, на котором было утверждено 23 канона. Как отмечают исследователи (С. Брок, Н. Н. Селезнёв), богословское содержание постановлений собора весьма близко к халкидонской христологии. Несмотря на это в христологическом постановлении восточно-сирийских богословов присутствует прямая полемика с богословием Второго Константинопольского собора (553) и его осуждением «трёх глав»:
«Прежде всего, мы сохраняем правое исповедание двух природ во Христе, то есть Его Божества и Его Человечества. И мы сохраняем характеристики природ, благодаря которым мы избавляемся от смешения и нарушения [целостности], перемены и изменения. Мы также сохраняем тройственным число кном в Троице и мы исповедуем единое истинное и неизреченное единство в Едином Истинном Сыне Единого Бога, Отца Истины. Тот же, кто думает или говорит о двух христах или двух сынах или кто, по той или иной причине, по тому или иному умыслу, поднимает вопрос о четверице, такового мы анафематствовали и анафематствуем, полагая его членом, отвергнутым всей полнотой христианства».

## Каноническое право
Восточный синодик является основным источником о каноническом праве Церкви Востока. В Синодике описывается, что на соборе 410 года устанавливались единые церковные праздники и признавались правила Никейского собора 325 года. Последние адаптировались к ситуации Церкви Востока. Тот факт, что собор 410 года был проведён при сопредседательстве западного епископа Маруфы указывает на единство Церкви Востока того времени с церковью Запада. На следующем соборе 420 года повторно были подтверждены правила основных западных соборов: Никейского (повторно), Анкирского, Неокесарийского, Гангрского, Антиохийского и Лаодикийского. Канон собора Дадишо 424 года запретил епископам Церкви Востока иметь какие-либо церковно-юрисдикционные контакты с Западом. По этому поводу митрополит Индии Ассирийской церкви Востока Мар Апрем Мукен пишет: «этот факт сам по себе приводит нас к выводу, что отделение восточно-сирийской церкви было продиктовано политическими, культурными, языковыми, личностными соображениями, а не какими-либо богословскими причинами, поскольку в 424 году таковых не существовало».